# Ptereleòtrids
Els ptereleòtrids (Ptereleotridae) són una família de peixos teleostis de l'ordre Perciformes, marins, rarament d'aigua dolça, distribuïts per aigües tropicals i subtropicals.

## Gèneres
Existeixen 48 espècies agrupades en 5 gèneres:
- Gènere Aioliops (Rennis i Hoese, 1987)
- Gènere Nemateleotris (Fowler, 1938)
- Gènere Oxymetopon (Bleeker, 1861)
- Gènere Parioglossus (Regan, 1912)
- Gènere Ptereleotris (Gill, 1863)